# Museu Botânico de Manaus

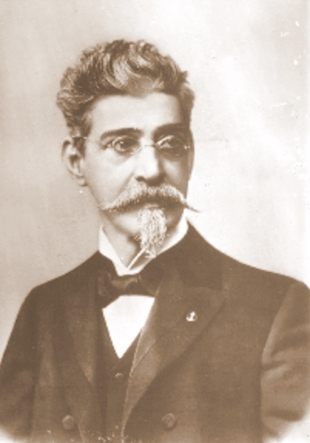
Barbosa Rodrigues, único diretor do Museu.

O Museu Botânico de Manaus (ou Museu Botânico do Amazonas) foi uma instituição de estudo e preservação da flora amazônica, fundado em 1883 e cuja existência durou até 1890, localizada na cidade brasileira de Manaus.

## Histórico
No final do século XIX vários estudiosos realizaram pesquisas na região amazônica, dentre os quais o botânico autodidata e com reconhecimento internacional João Barbosa Rodrigues, e o conde italiano Ermanno Stradelli que, sob a direção do primeiro, ajudaram na criação do Museu.
Em 1882, por indicação do Barão de Capanema e da Princesa Isabel, foi sugerida a criação do museu; sendo presidente da província do Amazonas José Lustosa da Cunha Paranaguá, o museu foi efetivamente criado a 18 de junho de 1883 e nomeado Barbosa Rodrigues seu diretor, tomando posse do cargo naquele mesmo ano a 14 de dezembro.

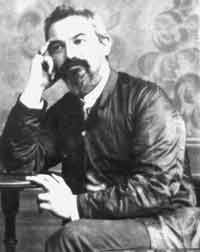
Ermanno Stradelli, um dos idealizadores do Museu.

Sendo a instituição um órgão do governo imperial, seu diretor então procurou dar-lhe uma feição moderna para a época, dotando-a de desenhista, fotógrafo, laboratório para análise dos princípios ativos da flora amazônica; Barbosa Rodrigues ainda criou a revista Vellosia, destinada a publicar os estudos a serem produzidos pela instituição.
A inauguração ocorreu em 16 de fevereiro de 1884, com sede provisória na Chácara Caxangá, situada no bairro de Igarapé da Cachoeirinha. Barbosa Rodrigues foi o único diretor da entidade que, com a Proclamação da República, acabou sendo fechada em 1890.

## Trabalhos realizados
Durante seus breves sete anos de existência do Museu Barbosa Rodrigues realizou várias excursões científicas e promoveu o estudo etnográfico com ênfase nas línguas dos índios, lendas e mitos dos povos amazônicos. 